# Suchomimus
Suchomimus, que significa "imitação de crocodilo", foi um gênero de dinossauro terópode espinossaurídeo que viveu entre 112 milhões de anos atrás, no que hoje é o Níger, África do Norte, durante o Aptiano até os estágios iniciais do Albiano. Foi nomeado e descrito pelo paleontólogo Paul Sereno e colaboradores em 1998, baseado em um esqueleto parcial encontrado na Formação Elrhraz. O crânio longo e raso do Suchomimus, similiar ao de um crocodilo, foi o que serviu de inspiração para nomeação de seu gênero, enquanto que o nome específico Suchomimus tenerensis, é em alusão à localidade de seus primeiros restos encontrados, o Deserto de Ténéré.
Suchomimus foi um terópode de grande porte, alcançando entre 9,5 - 11 metros em comprimento e pesando entre 2,5 - 3,8 toneladas. No entanto, a idade do holótipo é incerta, não deixando claro se essa estimativa de tamanho é a sua estimativa máxima. O crânio estreito do Suchomimus era empoleirado em um pescoço em formato de ''S'', e seus membros anteriores (braços) eram fortemente desenvolvidos, portando uma garra gigante em cada dedo. Ao longo da linha média da região dorsal do animal, havia uma vela dorsal baixa se comparada à de seu ''parente'' Spinosaurus, construída a partir dos processos de sua coluna vertebral. Assim como outros espinossaurídeos, provavelmente sua dieta consistia em peixes, enguias, raias e outras presas menores.
Alguns paleontólogos consideram o animal uma espécie africana do espinossaurídeo europeu Baryonyx, B. tenerensis. Suchomimus também pode ser um sinônimo júnior do espinossaurídeo contemporâneo Cristatusaurus lapparenti, embora o último táxon seja baseado em restos muito mais fragmentários. 
Suchomimus viveu em um ambiente fluvial de vastas planícies aluviais ao lado de muitos outros dinossauros, além de pterossauros, crocodilomorfos, peixes ósseos, tartarugas e bivalves.

## Descoberta e nomeação

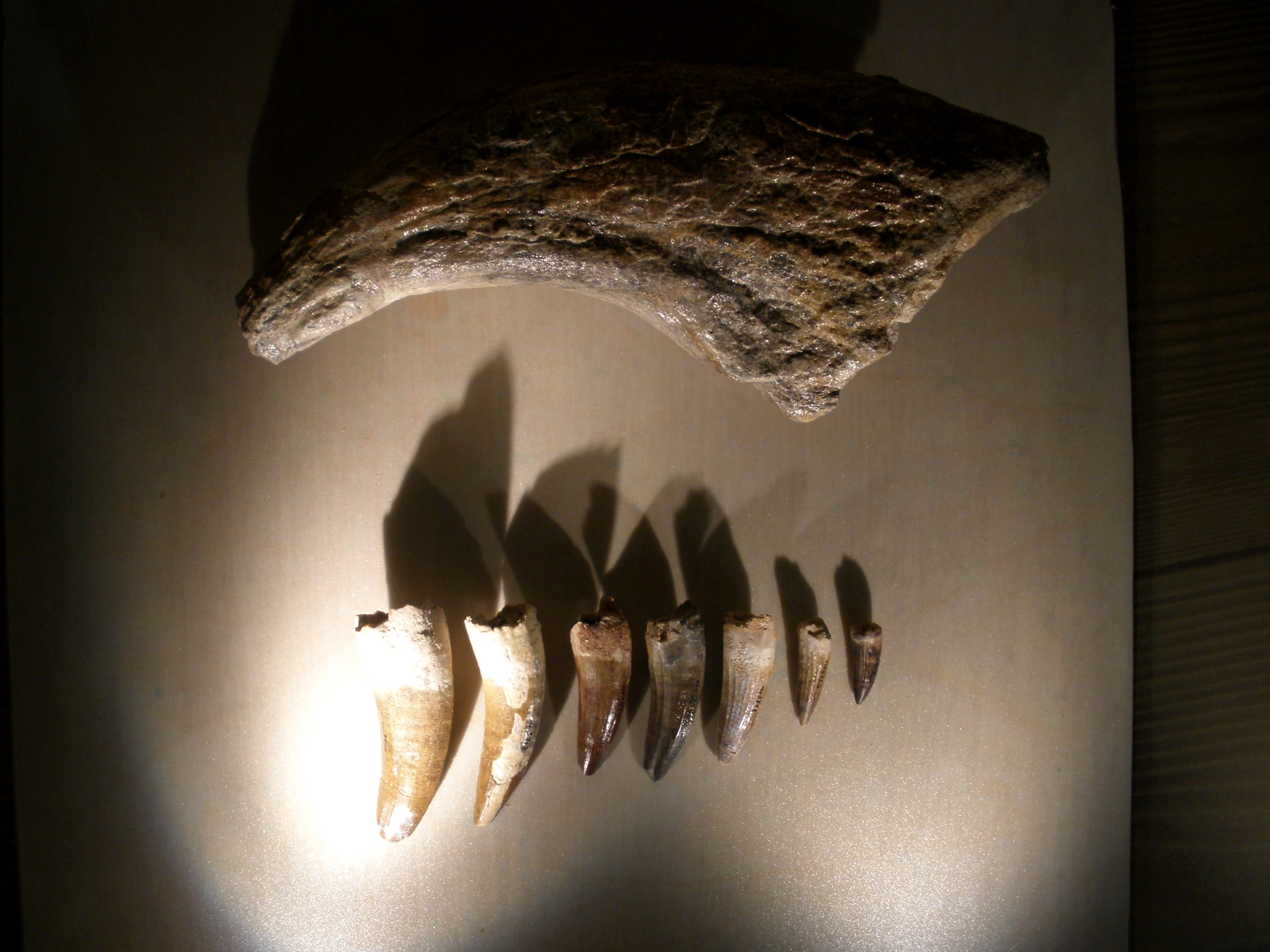
Garra e dente, Museu de História Natural de Veneza, Itália

### Etimologia e nomeação
Em 1997, o paleontólogo americano Paul Sereno e sua equipe em Gadoufaoua descobriram fósseis que representavam cerca de dois terços de um grande esqueleto de dinossauro terópode no Níger. A primeira descoberta, uma garra de polegar gigante, foi feita em 4 de dezembro de 1997 por David Varricchio. Em 1998, Sereno, Allison Beck, Didier Dutheil, Boubacar Gado, Hans Larsson, Gabrielle Lyon, Jonathan Marcot, Oliver Rauhut, Rudyard Sadleir, Christian Sidor, David Varricchio, Gregory Wilson e Jeffrey Wilson nomearam e descreveram a espécie-tipo Suchomimus tenerensis. O nome genérico Suchomimus ("imitação de crocodilo") é derivado do grego antigo σοῦχος, souchos, o nome grego para o deus crocodilo egípcio Sobek, e μῖμος, mimos, "mímica" ou "imitação", pela forma da cabeça do animal. O nome específico tenerensis vem do deserto Ténéré, onde o animal foi encontrado.

### Espécimes e achados

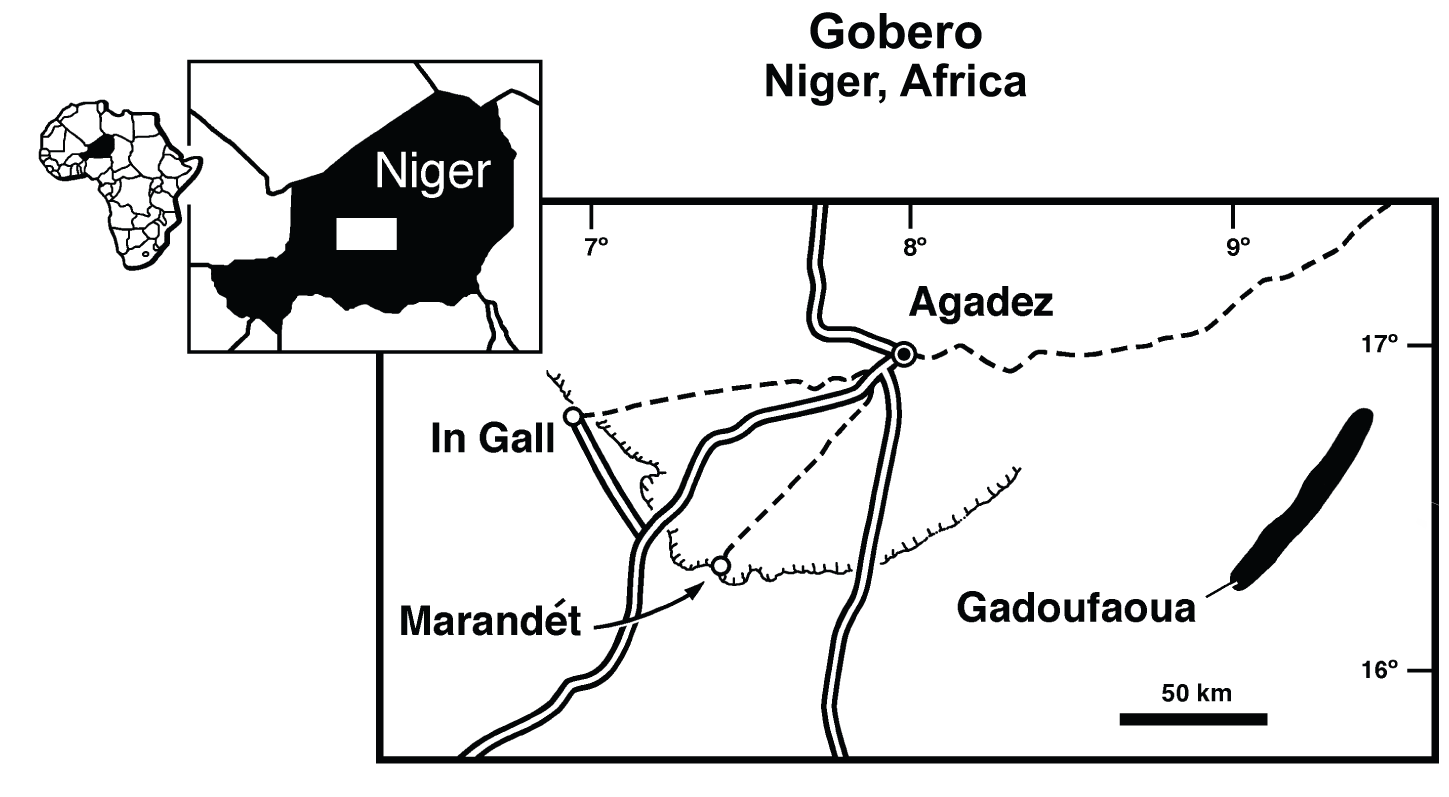
Esquema da Formação Elrhaz, (Gadoufaoua é direita abaixo

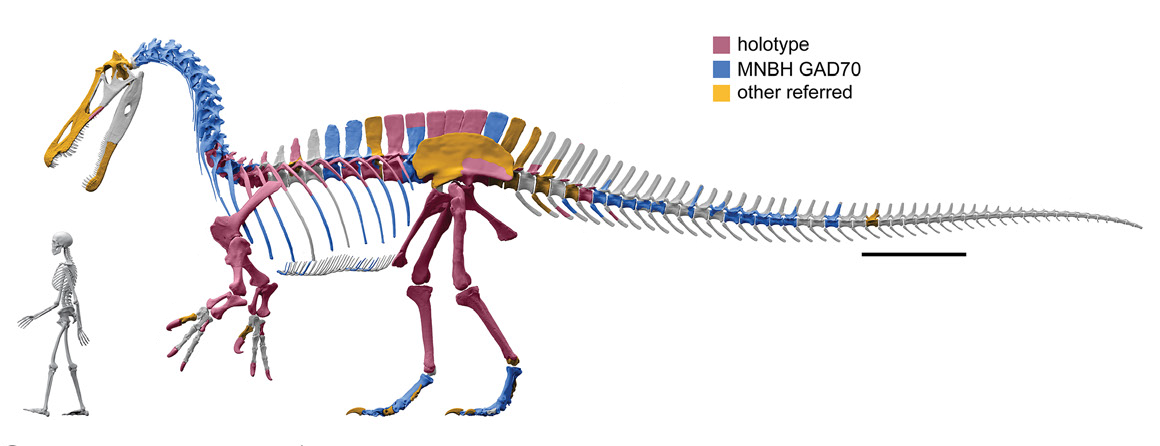
Reconstrução digital do esqueleto de Suchomimus mostrando ossos conhecidos com base no holótipo (vermelho), um esqueleto parcial (azul) e outros espécimes referidos (amarelo).

O holótipo, MNN GDF500, foi encontrado nos Leitos Tegama da Formação Elrhaz. Consiste em um esqueleto parcial sem o crânio. Ele contém três costelas do pescoço, partes de quatorze vértebras dorsais (costas), dez costelas dorsais, gastralia (ou "costelas da barriga"), pedaços de três vértebras sacrais, partes de doze vértebras caudais (cauda), chevrons (ossos que formam a parte inferior) da cauda), uma escápula (omoplata), um coracóide, um membro anterior parcial, a maior parte da pelve (osso do quadril) e partes de um membro posterior. A coluna vertebral era amplamente articulada, o restante consistia em ossos desarticulados. Partes do esqueleto foram expostas na superfície do deserto e sofreram danos causados pela erosão. Além disso, vários espécimes foram atribuídos como parátipos: MNN GDF 501 a 508 incluem um focinho, um quadrado da parte de trás do crânio, três dentários (ossos portadores de dentes da mandíbula inferior), um eixo (segunda vértebra do pescoço), um vértebra cervical posterior e uma vértebra dorsal posterior. MNN GDF 510 a MNN GDF 511 compreendem duas vértebras caudais. Todos os fósseis de Suchomimus originais estão alojados na coleção paleontológica do Musée National du Niger. A descrição inicial de Suchomimus foi preliminar. Em 2007, a fúrcula (osso da sorte), encontrada durante uma expedição em 2000, foi descrita em detalhes.

### Sinonímia comCristatusauruseBaryonyx
S. tenerensis é potencialmente um sinônimo júnior de outro espinossaurídeo da Formação Elrhaz, Cristatusaurus lapparenti, nomeado no mesmo ano com base em fragmentos de mandíbula e vértebras. Os elementos do crânio foram considerados indistinguíveis daqueles de Baryonyx walkeri do estágio Barremiano da Inglaterra pelos paleontólogos britânicos Alan Charig e Angela Milne. Em 1997, ao descrever S. tenerensis, Sereno e colegas concordaram com esta avaliação e concluíram que Cristatusaurus era um Nomen dubium. Em 2002, o paleontólogo alemão Hans-Dieter Sues e colegas concluíram que Suchomimus era idêntico a Cristatusaurus, e apesar de que este último teria sido nomeado um pouco antes de Suchomimus, propôs que eles representassem uma segunda espécie de Baryonyx chamada Baryonyx tenerensis. Em uma análise de 2003, o paleontólogo alemão Oliver Rauhut concordou com isso. Em um sumário feito em 2004, Hutt e Newberry apoiaram a sinonímia baseada em uma grande vértebra de terópode da Ilha de Wight, que atribuíram a um animal intimamente relacionado ao Baryonyx e ao Suchomimus. Estudos posteriores mantiveram os gêneros Baryonyx e Suchomimus separados, enquanto que Cristatusaurus foi proposto como um nomen dubium ou possivelmente distinto de ambos. Um artigo revisado de 2017, feito pelo paleontólogo Carlos Roberto A. Candeiro e colegas, afirmaram que este debate estava mais no domínio da semântica do que da ciência, pois é geralmente aceito que B. walkeri e S. tenerensis são espécies distintas e relacionadas. Barker e colegas descobriram que Suchomimus está mais próximo dos gêneros britânicos Riparovenator e Ceratosuchops do que Baryonyx em 2021.

## Descrição

Comparação do tamanho de vários espinossaurídeos (Suchomimus em vermelho, segundo a partir da direita) com um humano.

O comprimento do espécime tipo de Suchomimus, com uma idade indeterminada, alcançava entre 9,5 - 11 metros de comprimento e pesava entre 2,5 - 3,8 toneladas. Therrein e Henderson propuseram que um Suchomimus de 10,3 metros de comprimento teria pesado mais de 5,3 toneladas com base na proporção entre o comprimento do crânio e o comprimento do corpo; no entanto, eles notaram que podem ter superestimado o tamanho dos espinossaurídeos (Suchomimus e Baryonyx). O holótipo de Suchomimus era consideravelmente maior que o de Baryonyx, mas as idades dos dois indivíduos não são conhecidas.

### Crânio

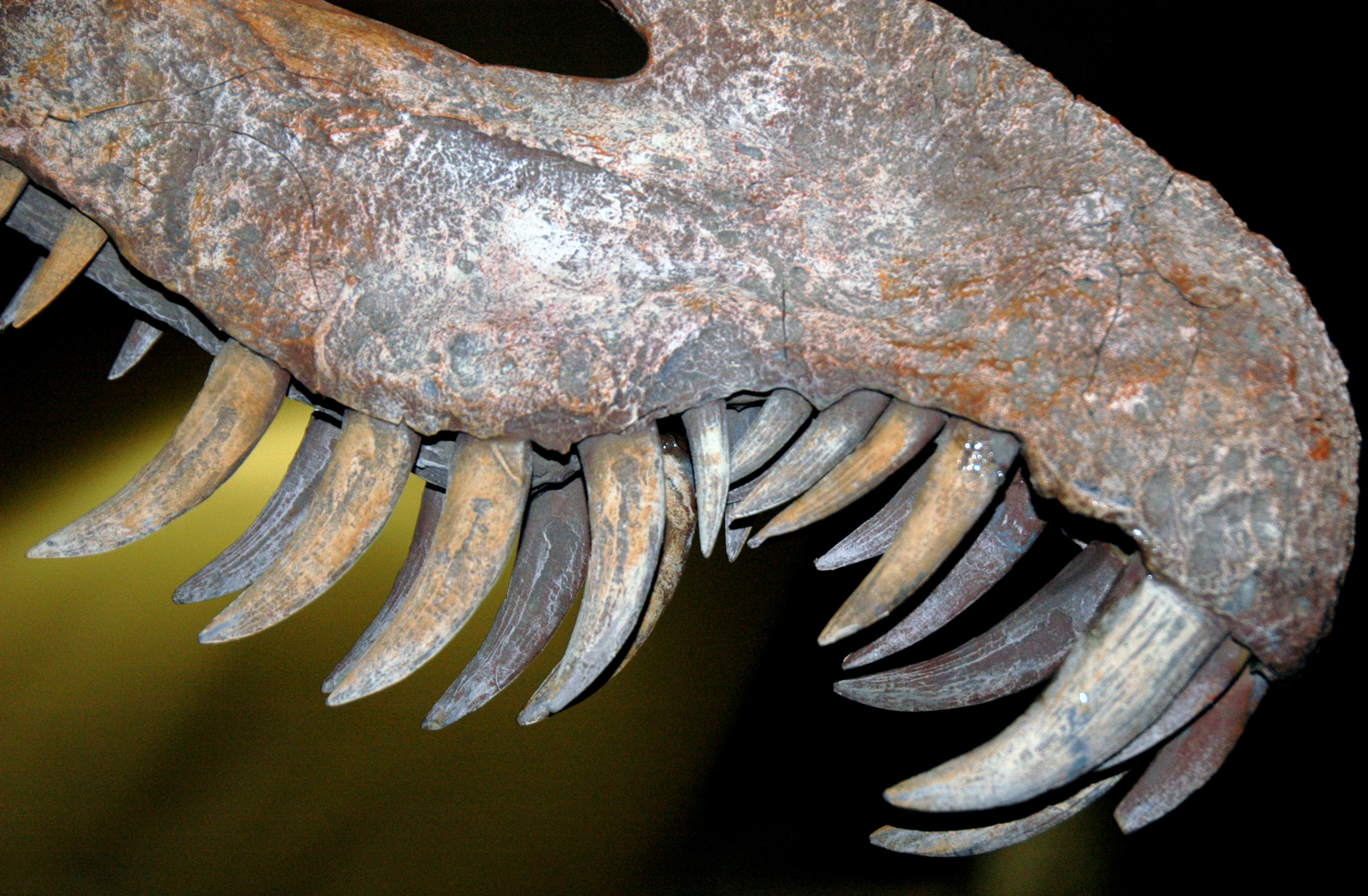
Detalhe da parte inferior do focinho e dentição

Ao contrário da maioria dos dinossauros terópodes gigantes, Suchomimus tinha um crânio muito parecido com um crocodiliano, com um focinho longo e baixo e mandíbulas estreitas formadas por uma expansão para a frente dos pré-maxilas (ossos do focinho mais à frente) e o ramo posterior das maxilas (principal osso da mandíbula superior) . As pré-maxilas tinham um ramo ascendente excluindo as maxilas das narinas externas (narinas ósseas). As mandíbulas tinham cerca de 122 dentes cônicos, pontiagudos, mas não muito afiados e ligeiramente curvados para trás, com serrilhas finas e esmalte enrugado. A ponta do focinho era alargada lateralmente e carregava uma "roseta terminal" de dentes mais longos, sete de cada lado na pré-maxila e aproximadamente o mesmo número na parte correspondente da mandíbula inferior. Mais atrás, havia pelo menos 22 dentes por lado do maxilar superior na maxila, enquanto todo o lado do maxilar inferior carregava 32 dentes no osso dentário.

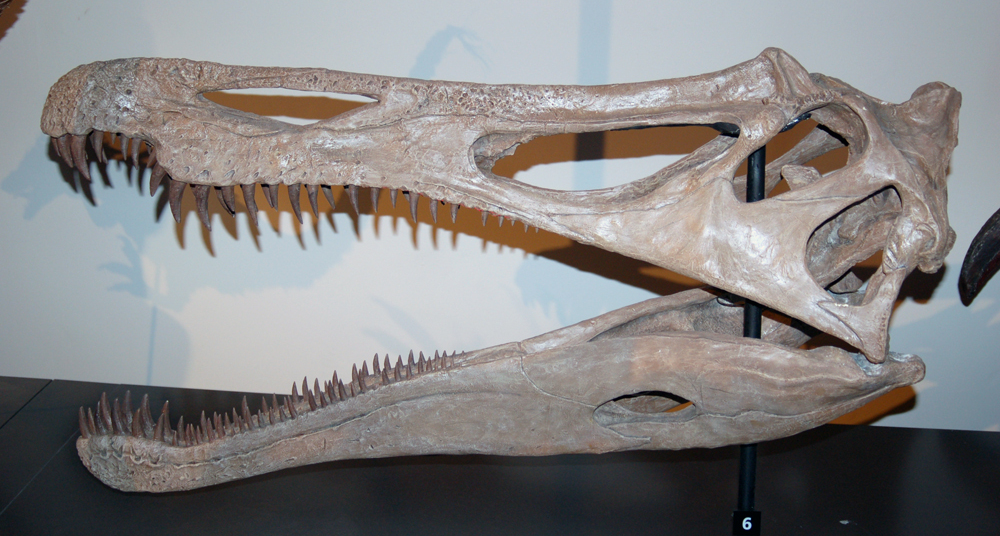
Crânio reconstruído de um Suchomimus no Australian Museum, Sydney.

A mandíbula superior tinha uma dobra proeminente logo atrás da roseta, projetando-se para baixo; essa parte curvada convexa da maxila tinha os dentes mais longos de todo o crânio. As prateleiras ósseas internas das maxilas encontravam-se na linha média do crânio por uma longa distância, formando um palato secundário fechado que endurecia o focinho e desencadeando as narinas internas e o complexo palatino (incluindo o pterigóide, palatino e ectopterigóide) em direção ao a parte de trás do crânio. As narinas, ao contrário da maioria dos terópodes, foram retraídas mais para trás no crânio e atrás dos dentes pré-maxilares. As narinas externas eram longas, estreitas e posicionadas horizontalmente; o mesmo acontecia com as fenestras antorbitais maiores, um par de aberturas ósseas na frente dos olhos. A parte posterior do crânio é pouco conhecida, mas por um osso quadrado curto, que tinha côndilos largos (saliências redondas) longe do centro de fixação e - como no espinossaurídeo Baryonyx - tinha um grande forame (abertura) separando-o do osso quadradojugal . Os maxilares inferiores eram muito alongados e estreitos, formando uma estrutura rígida à medida que seus dentários se tocavam na linha média, reforçando a mandíbula contra forças de torção (flexão e torção).

### Esqueleto pós-craniano

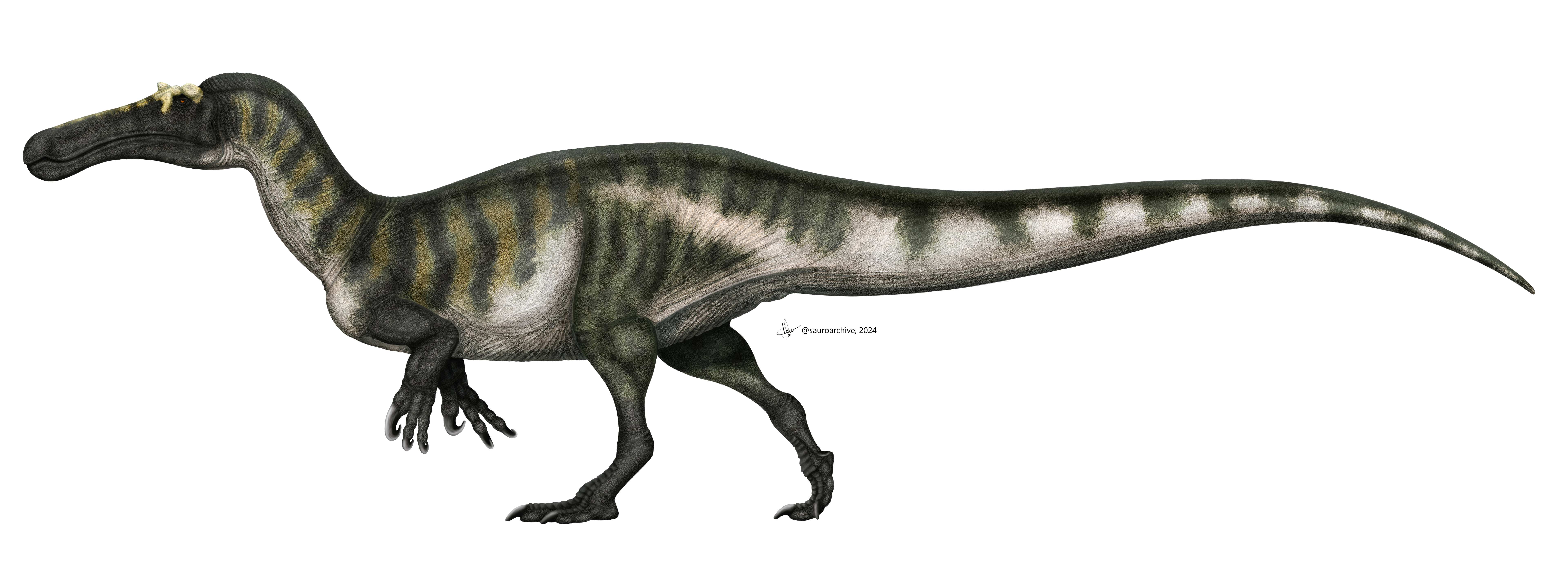
Representação artística do Suchomimus.

O pescoço era relativamente curto, mas bem musculoso, como mostrado pelas fortes epipófises (processos aos quais os músculos do pescoço se ligavam). Havia cerca de dezesseis vértebras dorsais. Suchomimus tinha espinhas neurais significativamente estendidas – extensões ascendentes em forma de lâmina nas vértebras – que eram alongadas na parte de trás das costas. As das cinco vértebras sacrais eram as mais longas. O alongamento dessas estruturas continuou até o meio da cauda. As espinhas podem ter sustentado algum tipo de crista baixa ou vela de pele que era mais alta sobre os quadris, mais baixa e se estendendo mais para trás do que a do Espinossauro, na qual a vela atingia seu pico mais alto sobre as vértebras dorsais. Esta condição foi mais reduzida em Baryonyx.

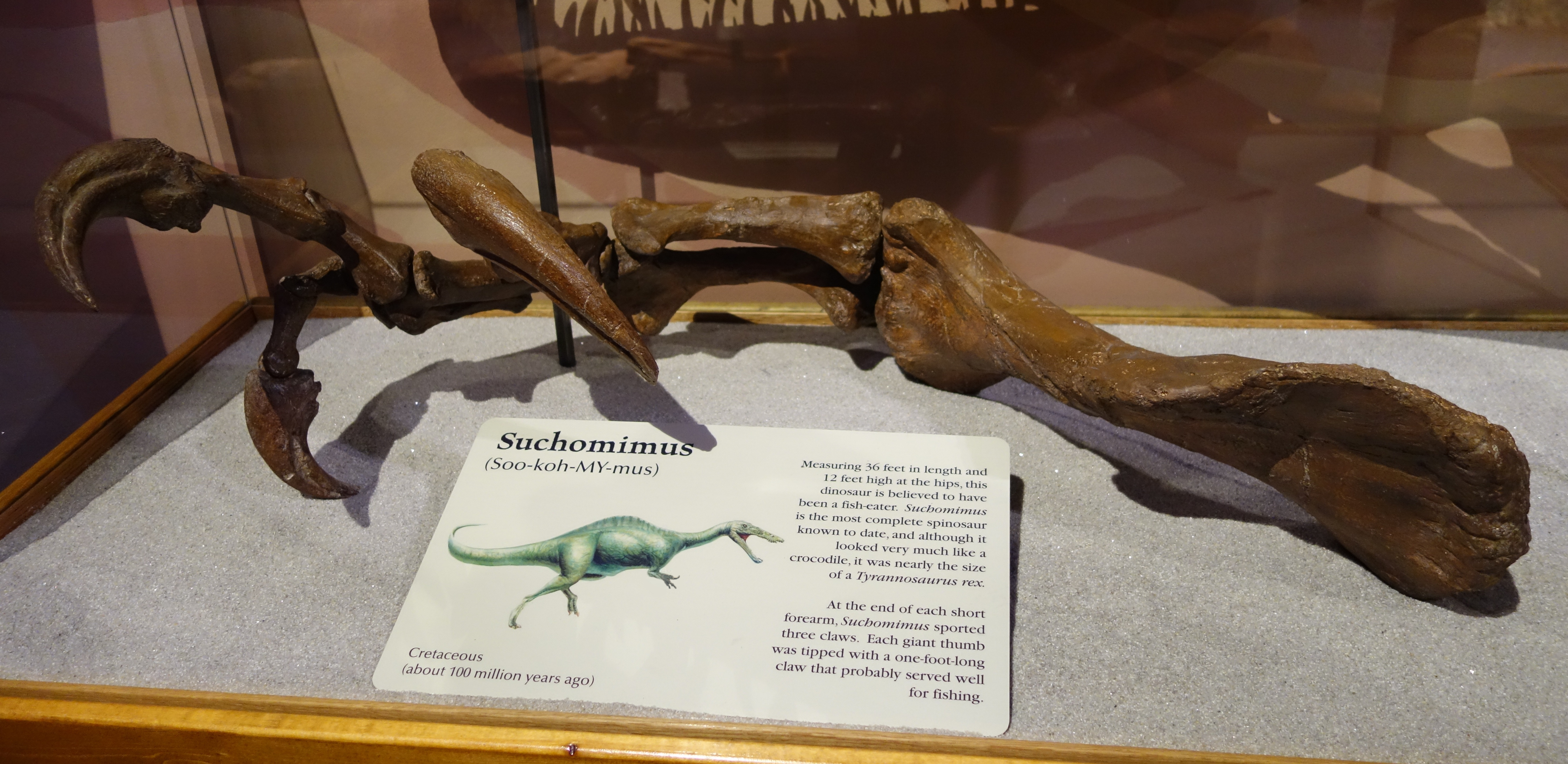
Membro anterior e mão reconstruídos do Suchomimus, Museum of Ancient Life, Utah

A fúrcula tinha formato de ''V'' e indica um tronco alto e estreito. A escápula tinha um acrômio retangular, ou local de fixação da clavícula. O úmero (osso do braço) era de construção muito forte, apenas igualado em tamanho entre os terópodes não-espinossaurídeos, como o do Megalosaurus e do Torvosaurus, com cantos superiores robustos. O úmero tinha uma saliência (crescimento ósseo excessivo) acima do côndilo que entrava em contato com seu radio em forma de gancho (osso do antebraço). Consequentemente, a ulna do antebraço era bem desenvolvida com um enorme olécrano (processo superior destacado da diáfise), uma característica excepcional compartilhada com Baryonyx. A musculatura pesada do braço alimentava garras poderosas na mão, sendo a do primeiro dígito (ou "polegar") a maior, com comprimento de 19 centímetros. Apenas o terceiro metacarpo (osso longo da mão) é conhecido; mostrando uma morfologia robusta (forma). Na pelve, o ílio (principal osso do quadril) era alto. O púbis (osso púbico) tinha uma superfície frontal mais larga que a superfície lateral, e sua extremidade inferior voltada para a frente era achatada e retangular, com uma breve flange ao longo da linha média, em contraste com o formato de bota expandida que tinha em outros terópodes . O ísquio (osso do quadril inferior e posterior) apresentava um flange obturador baixo. O fêmur era reto e robusto, com comprimento de 107 cm no holótipo. Seu trocanter menor é marcadamente semelhante a uma placa. No tornozelo, o astrágalo tinha um processo ascendente mais alto que o do Allosaurus.

## Classificação

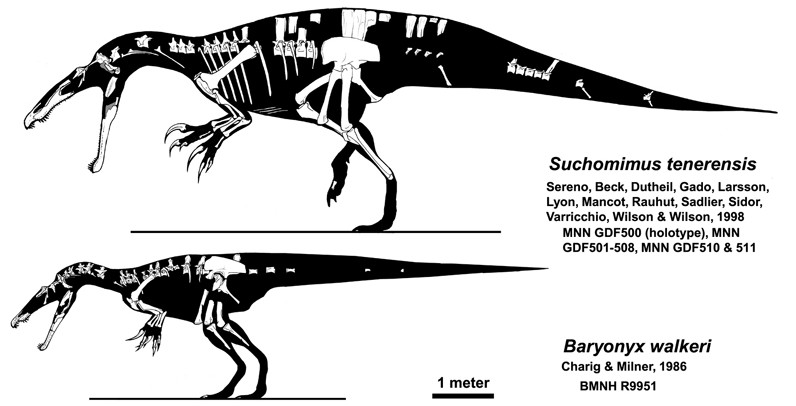
Diagrama comparando dois géneros, Baryonyx e Suchomimus

Os descritores estabeleceram algumas autapomorfias (características derivadas únicas) de Suchomimus para separá-lo de outros terópodes, incluindo os espinhos neurais dorsais traseiros, sacrais e caudais frontais expandidos, os cantos superiores robustos do úmero e a saliência acima do côndilo do úmero que contatou seu raio em forma de gancho. Sereno e colegas referiram Suchomimus aos Spinosauridae e nomearam duas subfamílias dentro deste clado, Baryonychinae (todos os espinossaurídeos mais próximos do Baryonyx) e Spinosaurinae (todos os espinossaurídeos mais próximos do Spinosaurus). Suchomimus era um membro da subfamília Baryonychinae. Além de sua vela aparentemente mais alta, Suchomimus era muito semelhante ao espinossaurídeo Baryonyx do estágio Barremiano da Inglaterra, e compartilhava características com ele, como o tamanho reduzido e o aumento da quantidade de dentes atrás da ponta do focinho na mandíbula do que os espinossaurídeos, membros anteriores fortes, um enorme garra falciforme em seu "polegar", e vértebras dorsais dianteiras fortemente quilhadas. Os espinossauros são caracterizados por dentes retos, não serrilhados e mais espaçados, e pelo pequeno tamanho de seus primeiros dentes pré-maxilares. Sereno e colegas apontaram que as narinas mais retraídas do Irritator e a vela alta do Spinosaurus também podem ser características únicas dos espinossauros, embora o material de outros táxons seja necessário para ter certeza. Tal como acontece com Suchomimus, a garra de Baryonyx foi o primeiro fóssil descoberto do animal. Sereno e colegas em 1998 analisaram a distribuição de quarenta e cinco traços para produzir um cladograma que mostrava Suchomimus e Baryonyx como distintos, mas intimamente relacionados. Mais tarde, Barker e colegas, em 2021, criaram uma nova tribo dentro de Baryonychinae: Ceratosuchopsini, um clado que inclui Ceratosuchops, Riparovenator e Suchomimus.
A seguinte árvore filogenética mostra uma análise de 2009 do Megalosauroidea.
|  | Baryonyx   |
|  |            |
|  | Suchomimus |
|  |            |

|  | Irritator   |
|  |             |
|  | Spinosaurus |
|  |             |

|  | Baryonyx   |
|  |            |
|  | Suchomimus |
|  |            |

|  | Irritator   |
|  |             |
|  | Spinosaurus |
|  |             |

|  | Baryonyx   |
|  |            |
|  | Suchomimus |
|  |            |

|  | Irritator   |
|  |             |
|  | Spinosaurus |
|  |             |

|  | Baryonyx   |
|  |            |
|  | Suchomimus |
|  |            |

|  | Irritator   |
|  |             |
|  | Spinosaurus |
|  |             |

## Evolução

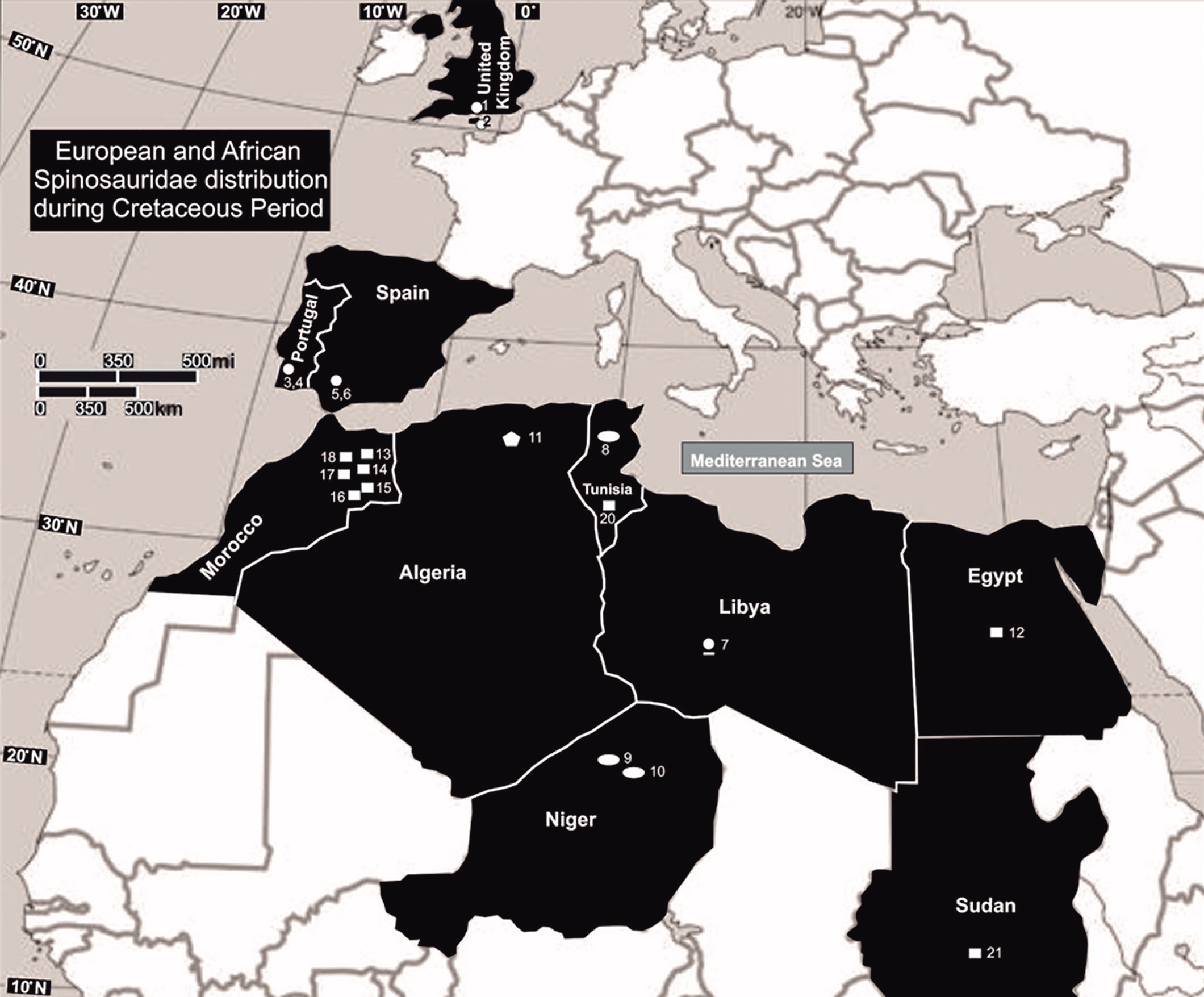
Distribuição dos espinossaurídeos na Europa e Norte da África durante o Cretáceo; 9 é o Suchomimus

Os espinossaurídeos parecem ter irradiado desde o Barremiano até o Cenomaniano do período Cretáceo, cerca de 130 a 95 milhões de anos atrás, enquanto os restos de espinossaurídeos mais antigos conhecidos datam do Jurássico Médio. Eles compartilhavam características como crânios longos e estreitos, semelhantes aos de um crocodilo; dentes subcirculares, com serrilhados finos ou sem serrilhados; uma roseta terminal do focinho; e um palato secundário que os tornou mais resistentes à torção. As adaptações do crânio dos espinossaurídeos convergiram com as dos crocodilianos; os primeiros membros deste último grupo tinham crânios semelhantes aos dos terópodes típicos, desenvolvendo posteriormente focinhos alongados, dentes cônicos e palatos secundários. Essas adaptações podem ter sido o resultado de uma mudança na dieta de presas terrestres para peixes. Ao contrário dos crocodilos, os esqueletos pós-cranianos dos espinossaurídeos Baryonychinae não parecem ter adaptações aquáticas Sereno e colegas propuseram em 1998 que a grande garra do polegar e os membros anteriores robustos dos espinossaurídeos evoluíram no Jurássico Médio, antes do alongamento do crânio e de outras adaptações relacionadas à alimentação de peixes, uma vez que as primeiras características são compartilhadas com seus parentes megalossaurídeos. Eles também sugeriram que os espinossauríneos e barioniquíneos divergiram antes da idade Barremiana do Cretáceo Inferior.

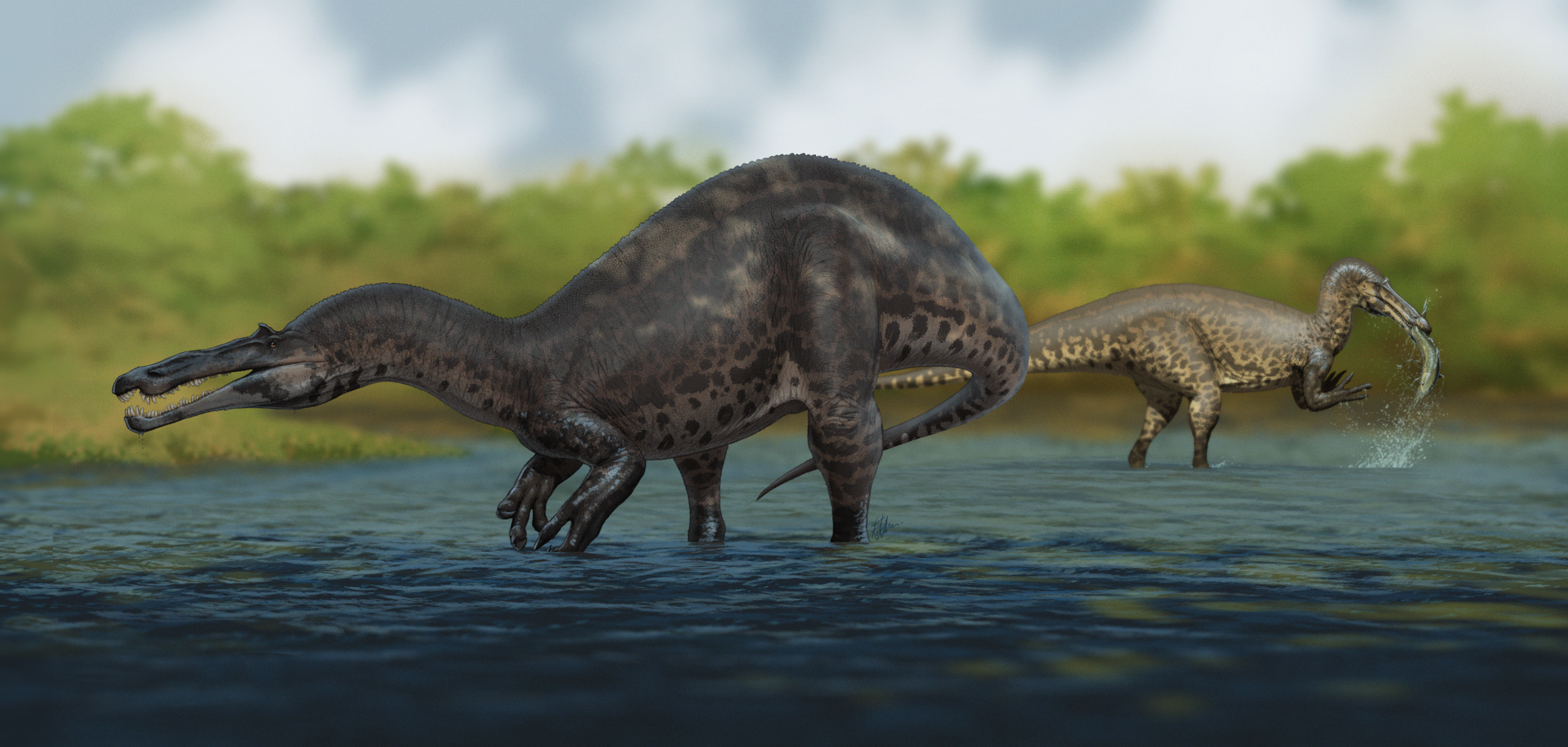
Reconstrução paleoartística de um par de Suchomimus pescando em uma água rasa

Várias hipóteses foram propostas sobre a biogeografia dos espinossaurídeos. Como Suchomimus era mais parente do Baryonyx (da Europa) do que o do Spinosaurus - embora esse gênero também vivesse na África - a distribuição dos espinossaurídeos não pode ser explicada como vicariância resultante da divisão continental. Sereno e colegas propuseram que os espinossaurídeos foram inicialmente distribuídos pelo supercontinente Pangeia, mas se dividiram com a abertura do Mar de Tétis. Os espinossauríneos teriam então evoluído no sul (África e América do Sul: em Gondwana) e os barioniquíneos no norte (Europa: na Laurásia), sendo Suchomimus o resultado de um único evento de dispersão norte-sul. Buffetaut e o paleontólogo tunisino Mohamed Ouaja também sugeriram, em 2002, que as barioniquíneos poderiam ser os ancestrais dos espinossauríneos, que parecem ter substituído os ancestrais na África. Milner sugeriu, em 2003, que os espinossaurídeos se originaram na Laurásia durante o Jurássico e se dispersaram através da ponte terrestre ibérica em Gondwana, onde irradiaram. Em 2007, Buffetaut destacou que estudos paleogeográficos demonstraram que a Península Ibérica estava perto do norte da África durante o Cretáceo Inferior, no que ele considerou confirmar a ideia de Milner de que a região ibérica era um ''Leapfrogging'' entre a Europa e a África, no qual é apoiado pela presença de barioniquíneos na Península Ibérica. A direção da dispersão entre a Europa e a África ainda é desconhecida e as descobertas subsequentes de restos de espinossaurídeos na Ásia e possivelmente na Austrália indicam que pode ter sido complexa. As descobertas de Barker et al., (2021) são consistentes com as descobertas de Milner, onde os Spinosauridae surgiram na Europa e houve pelo menos duas migrações para África.

## Paleobiologia

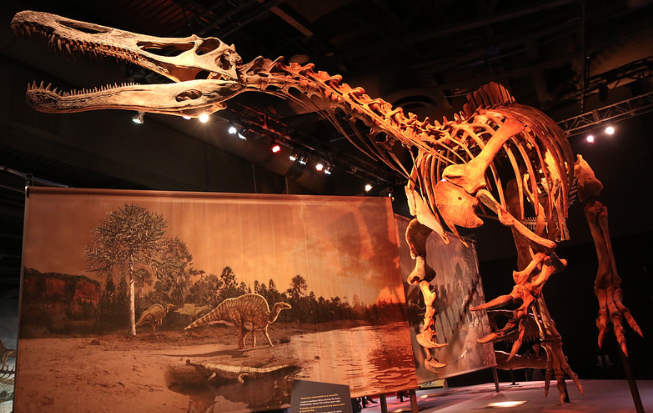
Reconstrução esquelética de um Suchomimus montada no Denver Museum of Nature and Science

### Dieta
Charig e Milner propuseram uma dieta piscívora (dieta composta por peixes) para o intimamente relacionado Baryonyx, em 1986. Isto foi posteriormente confirmado em 1997, com a descoberta de escamas de peixe parcialmente digeridas encontradas no holótipo do Baryonyx. Em 1998, Sereno e colegas sugeriram a mesma preferência alimentar para Suchomimus, com base em suas mandíbulas alongadas, roseta terminal em forma de colher e dentes longos que lembram os dos crocodilianos piscívoros. O paleontólogo americano Thomas Holtz observou que os dentes dos espinossaurídeos eram adaptados para agarrar em vez de fatiar, daí suas serrilhas reduzidas, que na maioria dos outros terópodes eram mais proeminentes. O extenso palato secundário de Suchomimus, que teria tornado o céu da boca mais sólido, permitiu-lhe resistir melhor às forças de torção exercidas pelas presas. O resto do corpo de Suchomimus não estava particularmente adaptado à água. A descoberta do Suchomimus revelou que os crânios dos espinossaurídeos eram significativamente mais rasos, mais alongados e estreitos do que se pensava anteriormente.

### Membros anteriores
O uso dos membros anteriores robustos e das garras gigantes dos espinossauros continua sendo um tema debatido. Charig e Milner especularam em 1986, que Baryonyx pode ter se agachado na margem do rio e usado suas garras para tirar peixes da água, de forma semelhante aos ursos pardos. Em 1987, o biólogo britânico Andrew Kitchener levantou a hipótese de um uso na eliminação de carcaças embora isso tenha sido criticado por outros pesquisadores que apontaram que, na maioria dos casos, uma carcaça já teria sido em grande parte esvaziada por seus predadores iniciais. Em um estudo de 2005 do paleontólogo canadense François Therrien e colegas, postulou que os membros anteriores dos espinossauros provavelmente eram usados para caçar presas maiores, visto que seus focinhos não resistiam ao estresse de flexão. Em uma revisão da família Spinosauridae, em 2017, David Hone e Holtz também consideraram possíveis funções na escavação de fontes de água ou presas de difícil acesso, bem como na escavação do solo para construir ninhos.
Um estudo de 2022, comparando as densidades ósseas de Suchomimus, Baryonyx e Spinosaurus revela que os espinossaurídeos tinham estilos de vida ecologicamente díspares. O próprio Suchomimus estava mais adaptado à vida de caça em águas rasas devido aos seus ossos ocos, enquanto o Baryonyx e o Spinosaurus eram capazes de submergir totalmente na água e mergulhar em busca de presas. Cortesia de ossos mais densos, os dois últimos espinossaurídeos podiam caçar presas debaixo d'água e ocupar um estilo de vida mais derivado do que Suchomimus.

## Paleoecologia

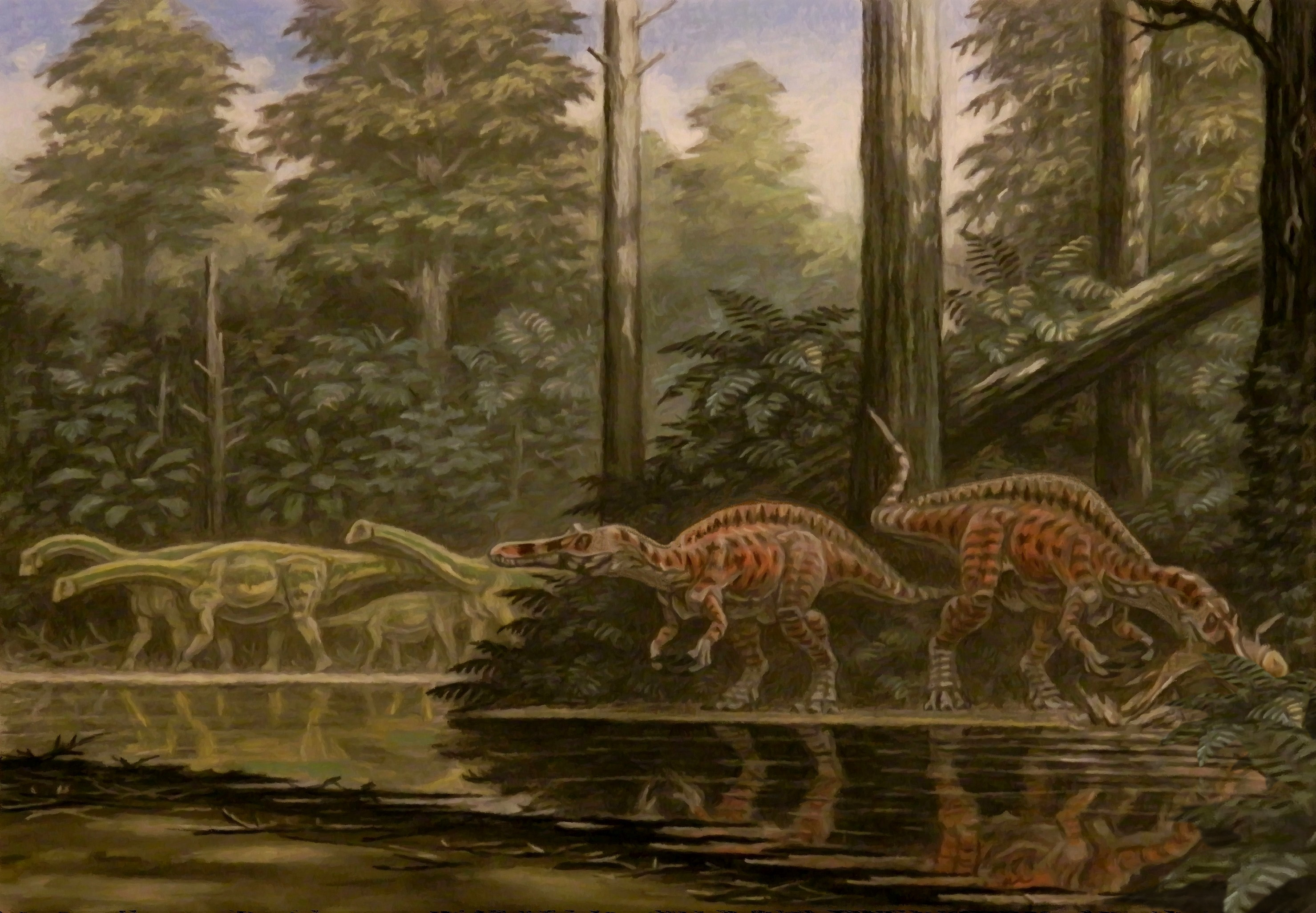
Restauração de Suchomimus e do saurópode Nigersaurus no ambiente da Formação Elrhaz

A Formação Elrhaz, parte do Grupo Tegama, consiste principalmente em arenitos fluviais de baixo relevo, muitos dos quais obscurecidos por dunas de areia. Os sedimentos são de granulação grossa a média, quase sem horizontes de granulação fina.Suchomimus viveu no que hoje é o Níger, durante o final do Aptiano até o início do Albiano do Cretáceo Inferior, 112 milhões de anos atrás. As camadas de sedimentos da formação foram interpretadas como um habitat interior de extensas planícies aluviais de água doce e rios de movimento rápido, com um clima tropical que provavelmente experimentou períodos secos sazonais.
Este ambiente era o lar de uma variedade de fauna, incluindo dinossauros, pterossauros, tartarugas, peixes, tubarões hibodontes e bivalves de água doce. Suchomimus coexistiu com outros terópodes como o abelissaurídeo Kryptops palaios, o carcarodontossaurídeo Eocarcharia dinops e um noasaurídeo desconhecido. Os dinossauros herbívoros da região incluíam iguanodontianos como Ouranosaurus nigeriensis, Elrhazosaurus nigeriensis, Lurdusaurus arenatus e dois saurópodes: Nigersaurus taqueti e um titanossauro sem nome. Os crocodilomorfos eram abundantes; representado pela espécie gigante de folidossauros Sarcosuchus imperator, bem como pequenos notosuchianos como Anatosuchus minor, Araripesuchus wegeneri e Stolokrosuchus lapparenti. A flora local provavelmente consistia principalmente de samambaias, cavalinhas e angiospermas, com base nas adaptações alimentares dos grandes diplodocóides que ali viviam.